# Минчковский, Аркадий Миронович
Аркадий Миронович Минчковский (Минчиковский; 12 января 1916, Иркутск — 1982) — советский писатель, драматург и сценарист, художник. Член Союза писателей. Его брат — писатель Евгений Миронович Мин.

## Биография
Родился в семье учёного-метролога, служащего Иркутской обсерватории, Мирона Яковлевича (1885—1958), и преподавателя музыки, Веры Моисеевны. Ранние детские годы провёл в Вятке. В 1926 году его семья переехала Павловск, а затем — в Ленинград, где Аркадий поступил учиться в единую трудовую школу и в художественную школу-мастерскую (на углу Таврической и Тверской улиц). В 1931 году в ленинградском журнале «Рабочий и театр» был размещён рисунок Минчковского. Десять предвоенных лет он работал в графике: писал плакаты, иллюстрировал журналы и книги. Его рисунки появлялись в пионерской газете, в журнале «Вокруг света», на страницах некоторых театральных изданий.
К литературе Минчковского повернула война. В 1941 году он был призван в Красную армию и направлен на обучение в Ленинградское военно-инженерное училище, по окончании которого в 1942 году, он прошёл строевым офицером в сапёрных частях всю войну.
Член Союза художников (1945), Союза писателей (1947).
Похоронен в Комарово.

### Творчество
Аркадий Минчковский стал одним из основателей жанра военной повести.
Литературным дебютом стала повесть «Мы ещё встретимся», датированная им 1942—1945 годами и которую он писал на фронте по ходу событий, находясь среди своих героев, внутри темы.
Повесть «Странные взрослые» (1967) — едва ли не лучшая его работа по художественному оформлению, меткости характеристик, прозрачности юмора. Она рассказывает о детях и подростках, которые пытаются оценить и понять поступки взрослых.
Повесть «Небо за стеклами» (1972) — история жизни послевоенного Ленинграда, его жителей, людей, которые восстанавливали этот город.
В 1970-х годах вышли также повести «Дождь летней ночью» и «Третий лишний». Писал Минчковский и для детей — повести и рассказы: «Десять дней одни втроём», «Старик прячется в тень», «Кто раньше всех встаёт», «Кто ты такой?!», «Как папа!», «Рассказы про Егорку», «Небо утром и вечером», «13 разных историй». В его творчестве органически переплелись таланты писателя и художника, его образы живые и яркие, а сцены из жизни освещены добрым юмором.
Первый киносценарий А. М. Минчковского — «Гущак из Рио-Де-Жанейро» (1960, по собственному одноимённому рассказу). По его сценариям поставлены также фильмы «Странные взрослые» (1974) и «Таинственный старик» (1980).